# 3D Realms
3D Realms je tvrtka koja se bavi proizvodnjom računalnih igara. Tvrtka ima sjedište u Garlandu, savezna država Texas. Ime 3D Realms je nastalo u srpnju 1994. godine, te je označavalo dio Apogee Softwarea koji se bavio razvojem 3D igara. Međutim nedugo nakon ovog poteza 3D igre su počele dominirati industrijom te se Apogee Software fokusirao na njih, što ja dovelo do toga da je ime Apogee Software izbačeno iz marketinga krajem 1996. godine. Međutim, iako većina smatra da je ime tvrtke 3D Realms, njeno pravno ime je i dalje Apogee Software.
Njihove najpoznatije igre i enginei su Duke Nukem 3D i Shadow Warrior.